# Максанка
Максанка — река в России, протекает по Немскому и Уржумскому районам Кировской области. Устье реки находится в 235 км по левому берегу реки Вятка. Длина реки составляет 40 км, площадь водосборного бассейна 276 км². В 19 км от устья принимает по левому берегу реку Большая Максанка.
Высота устья — 65,9 м над уровнем моря. Высота истока — 108,3 м над уровнем моря.
Исток реки в лесу в 35 км к юго-востоку от посёлка Нема. Течёт на юго-запад, всё течение реки проходит по ненаселённому лесному массиву. Впадает в Вятку между посёлками Немда и Шурма.

## Данные водного реестра
По данным государственного водного реестра России относится к Камскому бассейновому округу, водохозяйственный участок реки — Вятка от водомерного поста посёлка городского типа Аркуль до города Вятские Поляны, речной подбассейн реки — Вятка. Речной бассейн реки — Кама.
Код объекта в государственном водном реестре — 10010300512111100038521.